# جید یوئن
جید یوئن (انگلیسی: Jade Ewen؛ زادهٔ ۲۴ ژانویهٔ ۱۹۸۸) یک خواننده اهل بریتانیا است. وی از سال ۲۰۰۲ میلادی تاکنون مشغول فعالیت بوده‌است.
وی از سال ۲۰۰۹ عضو گروه شوگابیبز بوده است، ترانه مرد من یکی از تک‌آهنگ های یوئن است.
او در مسابقه آواز یوروویژن ۲۰۰۹ نماینده بریتانیا بود.